# Filialkirche Radochsberg

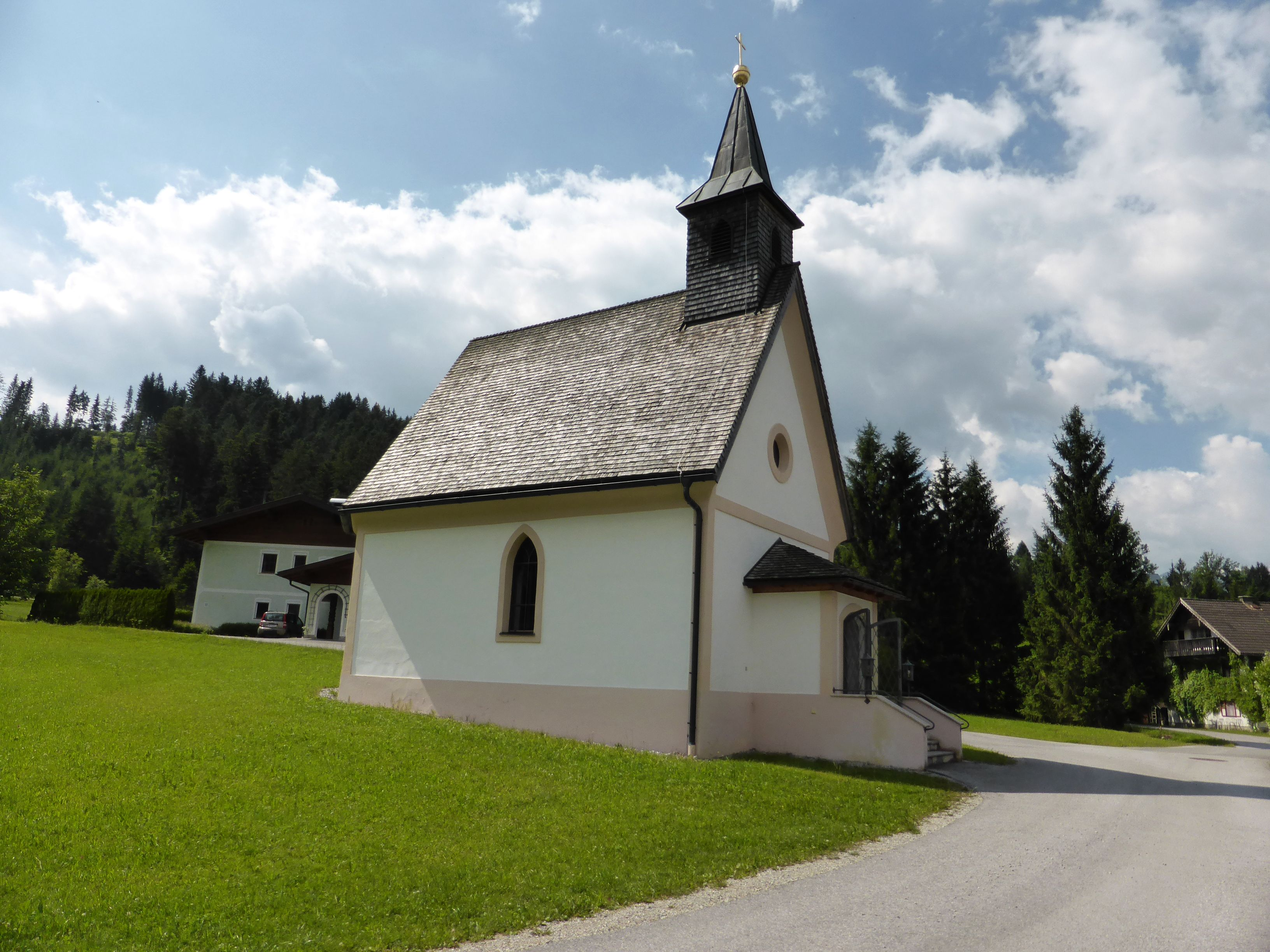
Filialkirche Herz Jesu in Radochsberg

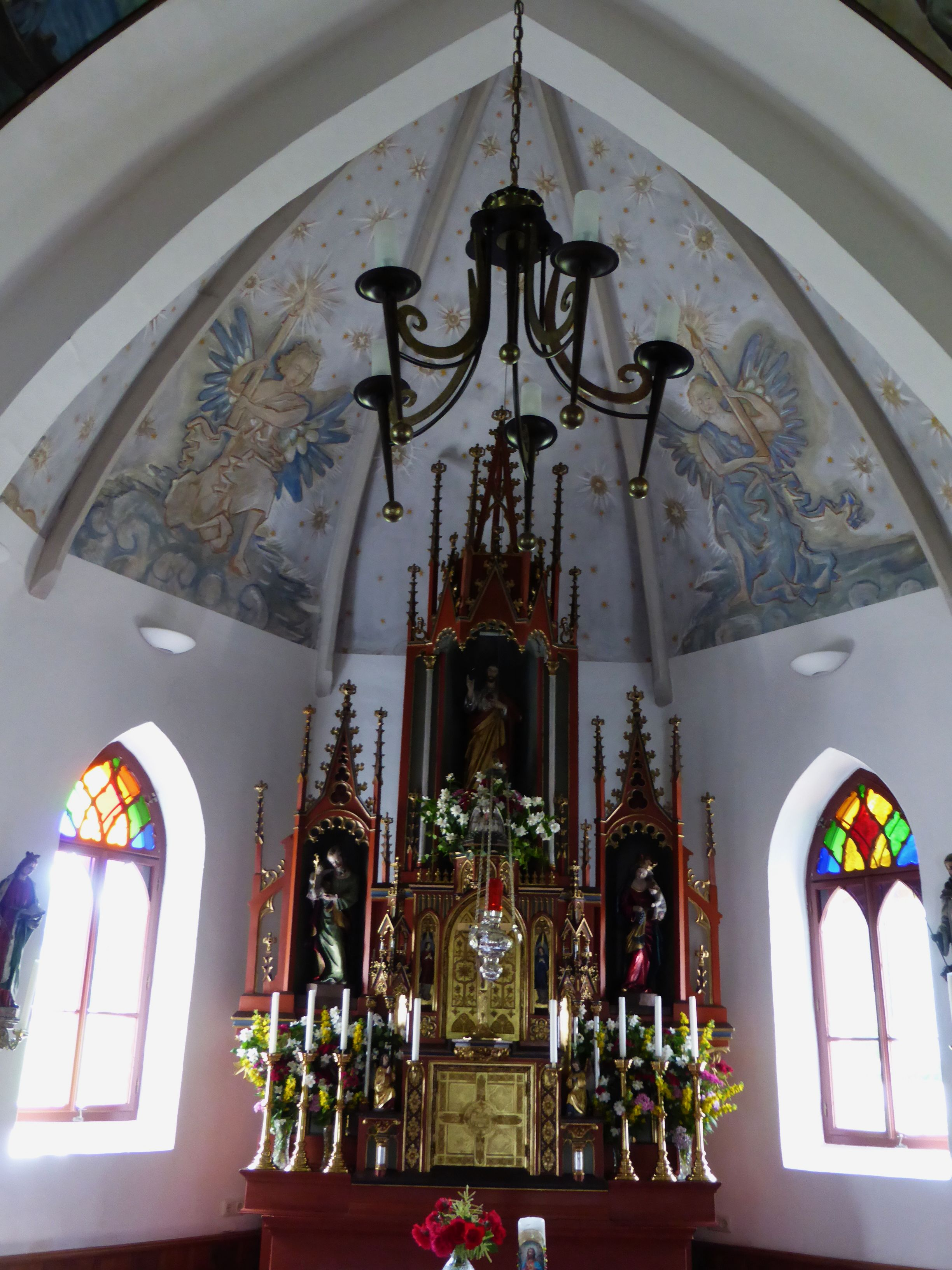
Kircheninneres

Die römisch-katholische Filialkirche Radochsberg steht im Ortsteil Stocker in der Gemeinde Abtenau im Bezirk Hallein in Salzburg. Sie ist dem Heiligen Herzen Jesu sowie dem heiligen Leonhard geweiht und gehört zur Pfarre Abtenau im Dekanat Hallein in der Erzdiözese Salzburg. Das Bauwerk steht unter Denkmalschutz (Listeneintrag).

## Geschichte
Diese neugotische Kirche wurde in den Jahren 1901 bis 1903 errichtet. Für den Bau ausschlaggebend war die Entfernung des Ortsteils zur Pfarrkirche von Abtenau von zwölf Kilometern. Die Kirche befindet sich heute in Privatbesitz.
Anlässlich des hundertsten Geburtstages der Kirche wurde beschlossen, die Kirche generalzusanieren. Aus diesem Grund wurde der Kirchenerhaltungsverein Radochsberg gegründet, der fortan die Arbeiten an Planung und Renovierung übernahm. An den Kosten beteiligten sich unter anderem die Gemeinde Abtenau, das Stift St. Peter in Salzburg, das Bundesdenkmalamt und das Land Salzburg.
Im Frühjahr 2002 wurde mit den Renovierungsarbeiten an der Kirche begonnen: Die Außenfassade erhielt einen Kalkputz und der ganze Dachstuhl musste erneuert werden, bevor das Dach mit Lärchenschindeln eingedeckt wurde. Die neugotischen Fenster wurden mit einer speziellen Verglasung geschützt. Diese sind mundgeblasen und wurde im Zisterzienserstift Schlierbach hergestellt.
Auch im Innenraum der Kirche musste einiges instand gesetzt werden. Nicht nur die im Gewölbe des Altarraumes befindlichen Engel von Pater Roman Morandell, sondern auch die Wandmalereien und der Kreuzweg wurden restauriert. Der Boden wurde mit geschliffenem Untersberger Marmor ausgelegt.
Außerdem wurde ein elektrisches Läutwerk eingebaut.

## Sonstiges
Die Filialkirche Radochsberg ist eine Station am St.-Rupert-Pilgerweg von Sankt Gilgen nach Bischofshofen. Sie befindet sich auf einem Kultplatz, der schon vor 2600 Jahren in Verwendung war.